# Aeroportul Dolbeau-Saint-Félicien
Aeroportul Dolbeau-Saint-Félicien (IATA: YDO, ICAO: CYDO) este un aeroport din Saint-Félicien⁠(d), Le Domaine-du-Roy⁠(d), Saguenay–Lac-Saint-Jean⁠(d), Provincia Québec, Canada. Aeroportul a fost tranzitat în 2021 de 0 pasageri.
Situat la o altitudine de 113 m, aeroportul dispune de o singură pistă.